# Astrometria
Astrometria, astronomia pozycyjna – najstarszy dział astronomii zajmujący się pomiarami pozornych położeń i ruchów ciał niebieskich. Dzieli się na astronomię sferyczną, zawierającą matematyczną teorię potrzebną do opisywania ruchów ciał na sferze niebieskiej oraz astronomię praktyczną, obejmującą teorię przyrządów astrometrycznych, metody obserwacji i ich opracowywania.
Niemal do końca XX w. astrometria posługiwała się głównie instrumentami naziemnymi wykorzystującymi w swej konstrukcji obrót Ziemi wokół własnej osi, do dokładnego wyznaczania względnych położeń ciał na sferze niebieskiej. W ten sposób powstały liczne katalogi astrometryczne gwiazd, zawierające ich położenia i ruchy własne. Inną często stosowaną metodą pomiarową było użycie fotografii i wykonywanie pomiarów położeń obiektów na kliszy fotograficznej. W ten sposób powstał Hubble GSC (ang. Guide Stars Catalogue), wykorzystywany przy naprowadzaniu Kosmicznego Teleskopu Hubble'a na właściwe miejsce na niebie.
Obecnie do pomiarów pozycji wykorzystuje się także specjalnie w tym celu skonstruowane instrumenty orbitalne, jak na przykład satelita Hipparcos, przy pomocy którego powstały katalogi Hipparcos i Tycho.